# Escultura medo-persa

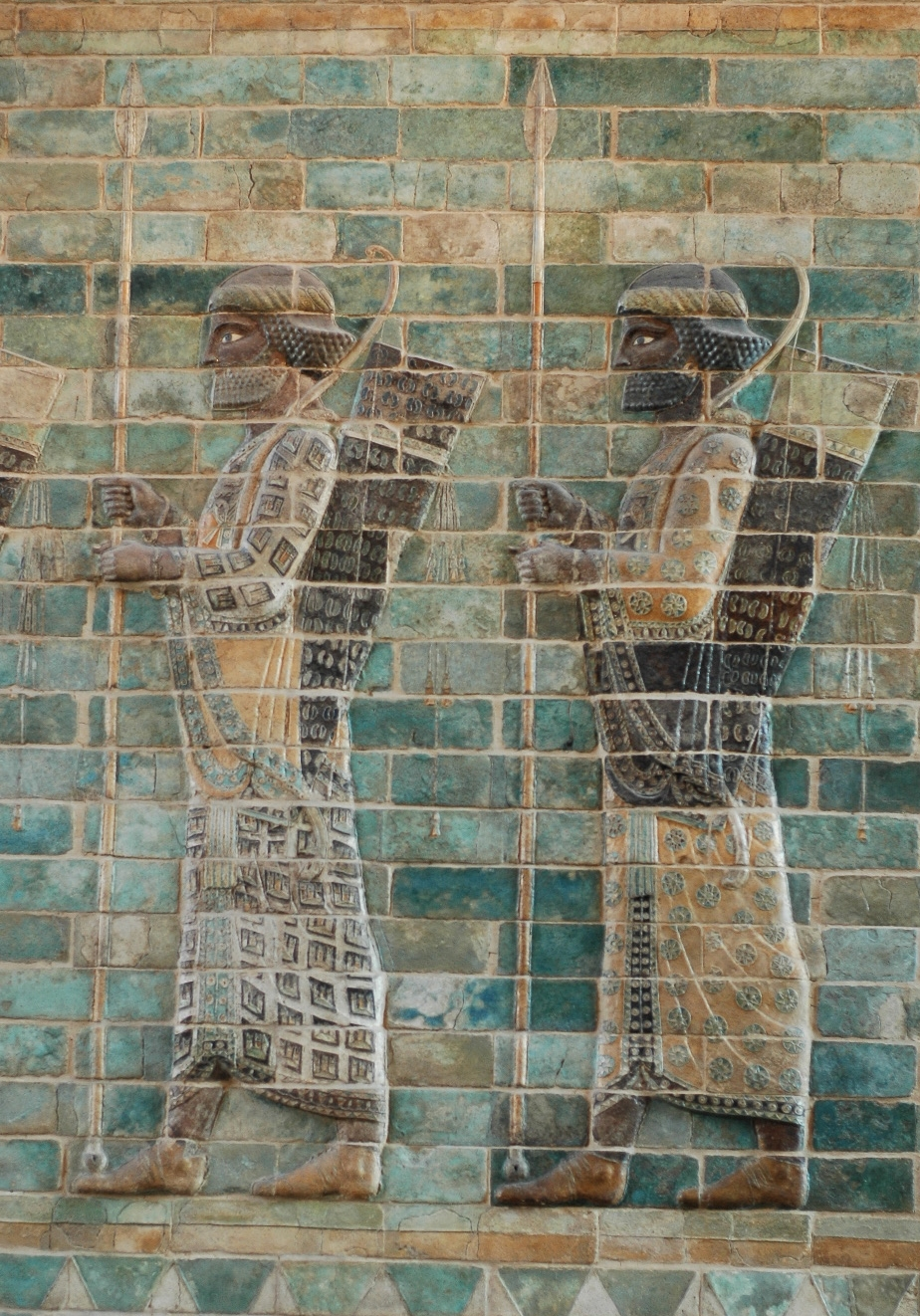
Friso de los arqueros en Susa (Museo del Louvre).

La escultura medo-persa como heredera de la asiria, continuó las formas y procedimientos de ésta aunque añadiéndoles mayor atildamiento y más tendencia a la imitación del natural con cierto esmero y amaneramiento en el plegado de paños que se hacen minuciosamente desde la época de Darío I (año 521 a. C.) Los asuntos representados en los bajorrelieves en los azulejos de los muros no son ya escenas bélicas ni de caza sino más bien de ceremonial palaciego con sus arqueros y guardias, algún combate con fieras y tal o cual escena religiosa o ficción mitológica. En la perfección relativa de estas labores se refleja inequívoca la influencia griega de la zona asiática e incluso quizá la mano de artistas helénicos o helenizados. Así se advierte por ejemplo en la corrección del dibujo y en la sobriedad ornamental del célebre friso de los arqueros (de ladrillo esmaltado y de relieve) hallado en las ruinas del palacio de Susa y conservado hoy en el Museo Pérgamo de Berlín (Alemania) como monumento destacado del arte persa, aparte de otros muchos descubrimientos de Susa y Persépolis.
El arte persa de la dinastía sasánida se distingue en escultura por la representación de monstruos imaginarios en actitudes y contorsiones inverosímiles y de extrañas caricaturas en relieve, todas las cuales sirvieron más tarde como fuentes o modelos de inspiración para los artistas europeos de la época románica y debieron influir no poco en la extravagante escultura propia de India y China. Sin embargo, en los relieves de carácter histórico aparecen las figuras con naturalidad y recuerdan la escultura romana de la decadencia.